# Glyphotriclis ornatus
Glyphotriclis ornatus là một loài ruồi trong họ Asilidae. Glyphotriclis ornatus được Schiner miêu tả năm 1868. Loài này phân bố ở vùng Cổ Bắc giới.